# رستاخیز زامبی‌ها

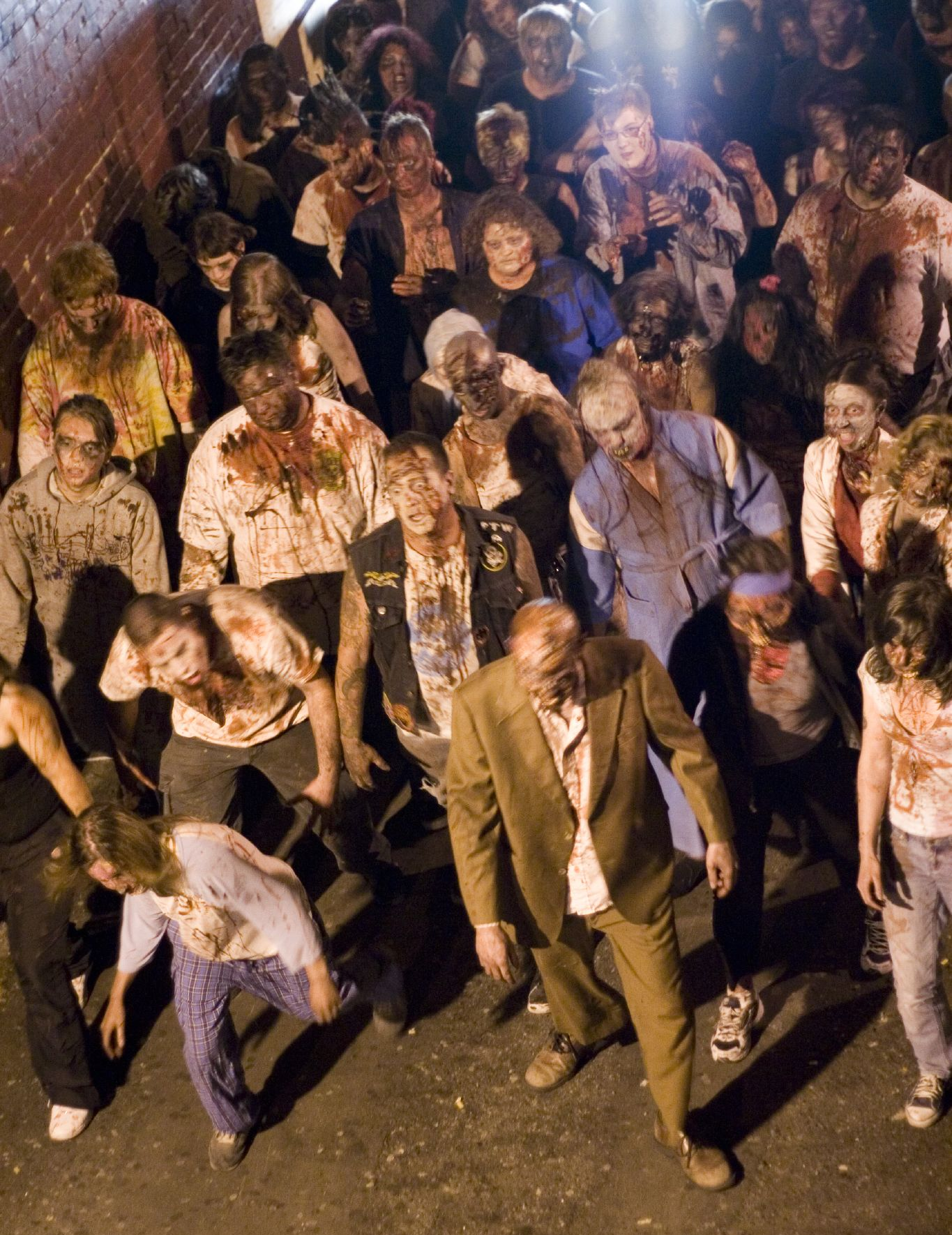
گروهی از بازیگران یک فیلم با گریم و لباس زامبی

سبک رستاخیز زامبی‌ها یا زامبی-آخرالزمانی، یک ژانر داستانی است و در آثار هنری این سبک، تمدن بشری به دلیل ازدحام و پراکندگی زیاد زامبی‌ها فرو می‌پاشد. به‌طور معمول، در آثار این سبک، تنها تعداد کمی از افراد یا گروه‌های کوچکی از بازماندگان زنده مانده‌اند.
در برخی از آثار هنری، دلیل ظهور و حمله مردگان ناشناخته است و این موضوع، کل وضعیت پیش‌آمده را غیرقابل توضیح می‌کند. در برخی آثار دیگر، یک انگل یا عفونت خاص، علت ظهور زامبی‌ها معرفی شده‌است. در برخی از آثار این سبک، هر جنازه‌ای بدون در نظر گرفتن علت مرگ، تبدیل به زامبی می‌شود، در حالی که در برخی دیگر، تنها افرادی زامبی می‌شوند که آلوده به عفونت شده‌اند.
در هر دو مورد، خدمات اساسی مانند تأمین آب لوله‌کشی و جریان برق، فعالیت و پخش رسانه‌های عمومی متوقف شده و نیروهای نظامی و دولت‌ها، سقوط کرده یا مخفی می‌شوند.
در این سبک، بازماندگان، معمولاً جستجوی غذا، سلاح و سایر لوازم را در دنیایی متفاوت، آغاز می‌کنند. معمولاً یک «منطقه امن» وجود دارد که افراد غیرآلوده می‌توانند به آن پناه ببرند و دورهٔ جدیدی را آغاز کنند، که معمولاً توسط دیگر بازماندگان یا دولت حفاظت می‌شود.

## بازخوردها

### پژوهش‌های علمی
طبق بررسی‌های همه‌گیرشناسی در دانشگاه کارلتون، ظهور زامبی‌ها می‌تواند باعث سرنگونی تمدن‌های انسانی و در انتها باعث انقراض بشر شود.
مؤسسه مطالعات نظری زامبی (ZITS) یک پروژهٔ تحقیقاتی در دانشگاه گلاسکو است. هدف این پروژه، استفاده از علم است تا توضیح دهد که در صورت یک آخرالزمان واقعی زامبی‌ها چه چیزی را می‌توان انتظار داشت. بسیاری از این تحقیقات برای رد کردن باورهای رایج در مورد آخرالزمان زامبی‌ها استفاده می‌شود.

### دولت‌ها
در ۱۸ مه ۲۰۱۱، مرکز کنترل و پیشگیری بیماری (CDC) مقاله‌ای با عنوان Preparedness 101: Apocalypse Zombie منتشر کرد که نکاتی را در مورد آماده شدن برای زنده ماندن از حمله زامبی‌ها ارائه می‌دهد. این مقاله ادعا نمی‌کند که ظهور زامبی‌ها محتمل یا قریب‌الوقوع است، اما می‌گوید:
«درست است!، من گفتم وقوع آخرالزمان زامبی‌ها امکان‌پذیر است. ممکن است اکنون بخندید، اما وقتی این اتفاق می‌افتد خوشحال خواهید بود که این مطلب را مطالعه کرده‌اید.»
و در ادامه، با خلاصه‌ای از ارجاعات فرهنگی به رستاخیز زامبی‌ها می‌پردازد.
در یک سند از طبقه‌بندی خارج شده با عنوان "CONOP 8888"، افسران فرماندهی راهبردی ایالات متحده از سناریوی ظهور آخرالزمانی و رستاخیز زامبی‌ها به عنوان الگوی آموزشی برای عملیات در شرایط اضطراری و آمادگی جهت واکنش به فجایع و بلاهایی مانند سیل، زمین‌لرزه، آتشفشان و مواردی از این دست استفاده کرده‌اند.

## آثار هنری

### ادبیات
اولین اثر الهام‌بخش در مورد این ژانر، رمان ریچارد متیسون با نام I Am Legend (من افسانه هستم) در سال ۱۹۵۴ بود، که ماجرای بازمانده‌ای تنها به نام رابرت نویل را روایت می‌کند. این رمان در چندین فیلمنامه، از جمله آخرین مرد روی زمین (۱۹۶۴) با بازی وینسنت پرایس، امگا من (۱۹۷۱) با بازی چارلتون هستون و فیلم ساختهٔ سال ۲۰۰۷ با عنوان من افسانه هستم با بازی ویل اسمیت، اقتباس شده‌است.

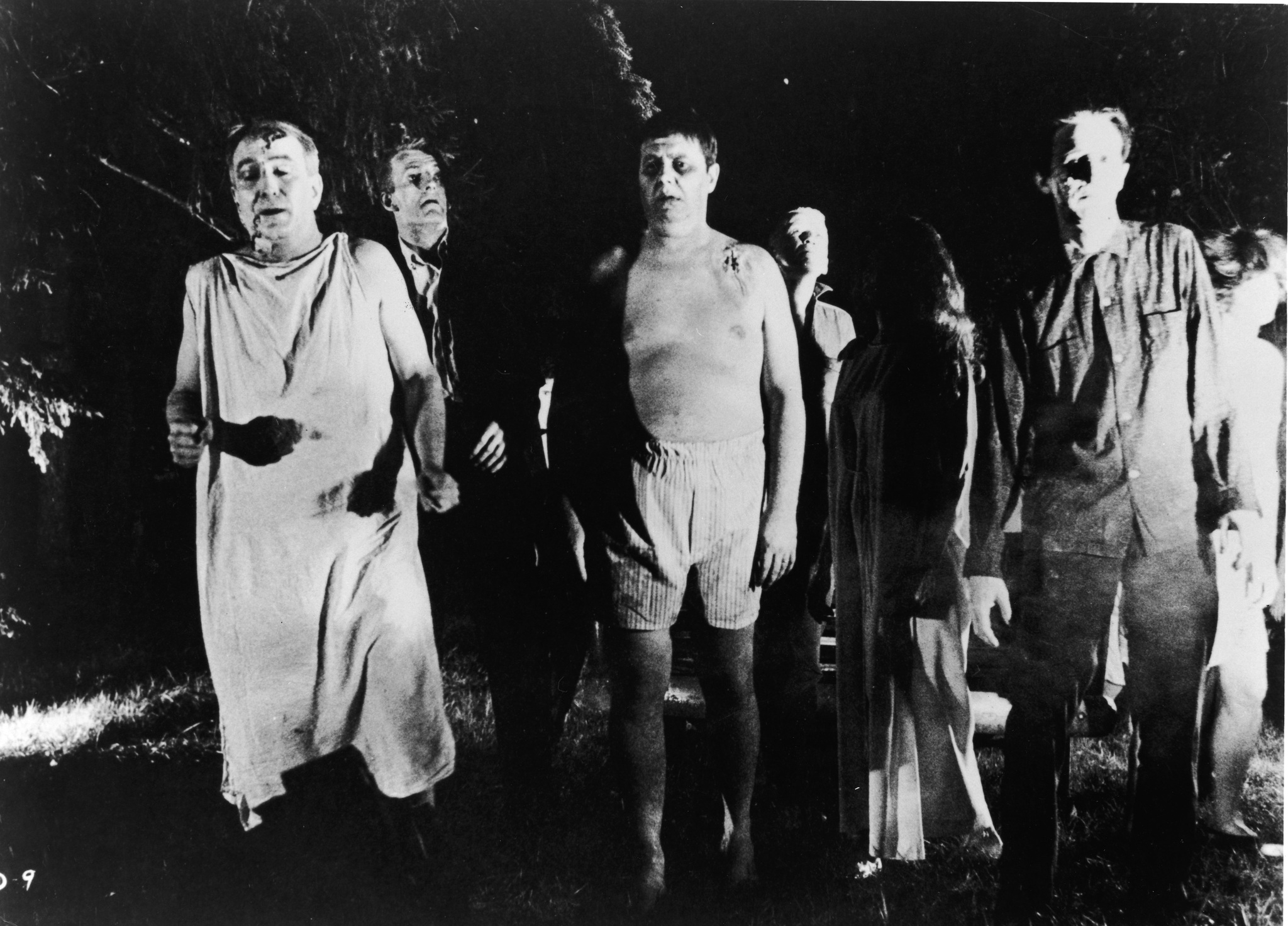
فیلم شب مردگان زنده اکثر نشانه‌ها، نمادها و مضمون کلی مرتبط با این ژانر را از جمله رفتارهای غیرهوشمندانه اما مداوم را به تصویر کشیده‌است.

شخصیت‌های این گونه آثار معمولاً گروهی از بازماندگان هستند که ناگهان گرفتار این بحران شده‌اند. رفتارهای ناشی از ترس، وحشت و استرس و واکنش بازماندگان موضوع اصلی این آثار است.
عموماً زامبی‌ها در این موقعیت‌ها سرعتی آهسته دارند و فاقد درک و فهم و غیرهوشمند هستند. این موارد برای اولین بار در فیلم شب مردگان زنده در سال ۱۹۶۸ به تصویر کشیده شد. با این حال، آثار تصویری بعدی که در دهه ۲۰۰۰ ایجاد شده‌اند، زامبی‌هایی را نشان می‌دهند که چابک‌تر، شرورتر، هوشمندتر و قوی‌تر از زامبی‌های سابق هستند.
علاوه بر این، در بازی‌های ویدئویی مانند نیمه‌عمر ۲ و آخرین بازمانده از ما انواع ویژه‌ای از زامبی‌ها به دلایلی مانند وقوع یک جهش ژنتیکی، دارای قابلیت‌های خاص مانند خشونت، قدرت، سرعت و وحشی‌گری بیشتری هستند.

### فیلم‌ها
- قطار بوسان (۲۰۱۶)
- شبه‌جزیره (۲۰۲۰)
- زنده (۲۰۲۰)
- شب مردگان زنده (۱۹۶۸)، مردگان دفن نشده به زندگی بازمی‌گردند و به تعقیب و جستجوی انسان‌ها می‌پردازند.
- طلوع مردگان (۱۹۷۸)
- زامبی ۲ (۱۹۷۹) داستان فیلم، با گروه کوچکی از زامبی‌ها شروع می‌شود، که گسترش یافته و یک شهر را تسخیر می‌کنند.[۱۳]
- روز مردگان (۱۹۸۵)
- شب مردگان زنده (۱۹۹۰)
- ۲۸ روز بعد (۲۰۰۲) و دنباله آن ۲۸ هفته بعد (۲۰۰۷)، که در آن ویروس «خشم» ساخته دست بشر، در بریتانیا و سپس قاره اروپا منتشر می‌شود.[۱۴][۱۵]
- سرزمین مردگان (۲۰۰۵)
- میروتان (۲۰۰۶)، فیلمی به زبان تامیلی و هندی با بازی جایام راوی
- مجموعه فیلم رزیدنت ایول، بر اساس بازی رزیدنت ایول، شامل فیلم‌های رزیدنت ایول (۲۰۰۲)، رزیدنت ایول: آخرالزمان (۲۰۰۴)، رزیدنت ایول: انقراض (۲۰۰۷)، رزیدنت ایول: زندگی پس از مرگ (۲۰۱۰)، رزیدنت ایول: قصاص (۲۰۱۲) و رزیدنت ایول: قسمت پایانی (۲۰۱۶)
- خاطرات زامبی‌ها (۲۰۰۶).[۱۶]
- فیدو (۲۰۰۶).[۱۷]
- سیاره وحشت (۲۰۰۷)، ساخته رابرت رودریگز که یک عامل بیوشیمیایی باعث ظهور زامبی‌ها در سراسر جهان می‌شود.[۱۸][۱۹][۲۰]
- زامبی آمریکایی (۲۰۰۷) یک فیلم مستندنما دربارهٔ زندگی روزمره یک جامعه کوچک از زامبی‌ها در لس آنجلس است.[۲۱]
- خاطرات مردگان (۲۰۰۸)
- روز مردگان (۲۰۰۸)[۲۲]
- کالین (۲۰۰۸)[۲۳][۲۴]
- سرزمین زامبی‌ها (۲۰۰۹)[۲۵]
- خوان مردگان (۲۰۱۰)، یک فیلم نقیضه کوبایی
- بقاء مردگان (۲۰۱۰)[۲۶]
- بازداشت مردگان (۲۰۱۲)
- بدن‌های گرم (۲۰۱۳)
- جنگ جهانی زد (۲۰۱۳)، بر اساس کتاب مکس بروکس
- کی ال زامبی (۲۰۱۳)
- برو گوآ رفته (۲۰۱۳)
- شپش‌ها (۲۰۱۴)، فیلمی کمدی که در آن دانش‌آموزان مدرسه با ویروسی به نام شپش‌ها "cooties" آلوده می‌شوند. این ویروس فقط افراد خردسال را آلوده می‌کند.
- شب مردگان زنده: تاریکی سپیده دم (۲۰۱۵)
- راهنمای پیشاهنگ‌ها به دوره آخرالزمان زامبی‌وار (۲۰۱۵)
- غرور و تعصب و زامبی‌ها (۲۰۱۶)
- قطار بوسان (۲۰۱۶)
- ایستگاه سئول (۲۰۱۶)، دولت در تلاش است تا منطقه اطراف شیوع زامبی‌ها را کنترل کند.
- قیام اداری (۲۰۱۸)
- مرده‌ها نمی‌میرند (۲۰۱۹) سنترویل، یک شهر معمولی و آرام، شروع به تجربه یک رستاخیز زامبی‌ها می‌کند.
- زنده (۲۰۲۰)
- ارتش مردگان (۲۰۲۱)

### کتاب‌های مصور
- مجموعه کمیک (دنیای مرده) Deadworld که انتشار آن توسط استوارت کر و رالف گریفیت از سال ۱۹۸۷ آغاز شد.[۲۷][۲۸]
- مجموعه مردگان متحرک (کتاب مصور) اثر رابرت کرکمن، که در سال ۲۰۰۳ آغاز شد، داستان بازماندگان در دنیایی است که توسط زامبی‌ها تسخیر شده‌است.[۲۹] سریال مردگان متحرک (مجموعه تلویزیونی) با همین نام از همین رمان اقتباس شد.[۳۰]
- مجموعه Marvel Zombies در سال ۲۰۰۵ و دنباله‌های آن: Marvel Zombies: Dead Days , Marvel Zombies vs. ارتش تاریکی،Marvel Zombies 2 Marvel Zombies 3.[۳۱]
- مجموعه مانگا / انیمه دبیرستان مردگان، که انتشار آن در سال ۲۰۰۶ آغاز شد، شامل گروهی از دانش‌آموزان دبیرستانی ژاپنی است که در آخرالزمان زامبی‌ها گرفتار شده‌اند.[۳۲][۳۳]
- دی‌سی کامیکس (۲۰۱۹)[۳۴][۳۵]

### آثار ادبی
- راهنمای بقاء در مواجهه با زامبی‌ها (۲۰۰۳) مکس بروکس، جزئیات نحوه چگونگی زنده ماندن انسان‌ها در برابر انواع مختلف زامبی‌ها را، توضیح می‌دهد.[۳۶]
- Island , Monster
- جنگ جهانی Z نوشتهٔ مکس بروکس، داستان تلاش‌های بشر برای شکست زامبی‌ها در سراسر جهان است.[۳۷][۳۸]
- مردگان متحرک: ظهور فرماندار (۲۰۱۱) توسط رابرت کرکمن و جی بونانسینگا در جهان کمیک‌های مردگان متحرک که توسط رابرت کرکمن نوشته شده‌است، تنظیم شده‌است. این فیلم یکی از شرورترین شخصیت‌های کمیک، فیلیپ بلیک، با نام مستعار «فرماندار» را دنبال می‌کند.

### تلویزیون
- تابستان سیاه، شش هفته پس از آغاز آخرالزمان زامبی‌ها، رز جیمی کینگ از دخترش آنا جدا می‌شود و او برای یافتن او سفری هولناک را آغاز می‌کند.
- دبیرستان مردگان (مجموعه انیمه)، یک انیمه بر اساس سری مانگا به همین نام است.[۳۳]
- کابانری از قلعه آهنی (مجموعه انیمه)
- اساتید وحشت، قسمت " رقص مردگان " (۲۰۰۵)، به کارگردانی توبی هوپر، شامل یک ویروس ساخته دست انسان است که باعث شیوع زامبی‌ها پس از جنگ جهانی سوم می‌شود.[۳۹]
- سوپرنچرال
- مردگان متحرک (مجموعه تلویزیونی)، بر اساس مجموعه کامیک بوک‌هایی با همین نام، و نسخه‌های بعدی آن، از مردگان متحرک بترسید و The Walking Dead: World Beyond
- Z Nation، یک زامبی/ترسناک/کمدی، متمرکز بر مردی است که تنها فردی است که از گاز گرفتن یک زامبی زنده می‌ماند.
- پادشاهی اولین مجموعه تلویزیونی کره‌ای ساخت نتفلیکس که در سال ۲۰۱۹ با اقتباس از مجموعهٔ وب‌کامیک «پادشاهی خدایان» ساخته شد.
- ما همه مرده‌ایم مجموعه فیلم ساخته شده برپایهٔ وب‌تون ناور، اکنون در مدرسهٔ ما اثر جو دونگ-گون، محصول کشور کره جنوبی سال ۲۰۲۲
- شادی (۲۰۲۱-)
- شب‌های برره نیز تنها سریال ایرانی است که با زبان طنز ، در دو اپیزود به این ژانر پرداخت.

### بازی‌های ویدئویی
- روزهای از دست رفته.
- جزیره مرده، یک بازی اکشن و ماجراجویی اول شخص
- Dead Nation[۴۰]
- خیزش مرگ و دنباله آن خیزش مرگ ۲، ساخته شده توسط کپ‌کام. یک بازی ماجراجویی که در آن شخصیت اصلی در یک مرکز خرید مملو از زامبی‌ها به دام می‌افتد و تقریباً هر چیزی که در مرکز خرید یافت شود می‌تواند به عنوان یک سلاح استفاده شود.[۴۱]
- دایینگ لایت یک بازی پارکور زامبی است.
- فورت زامبی، یک بازی تیراندازی سوم شخص است که در آن بازیکن، خانه‌ها را برای تجهیزات و مکان‌های امن جستجو می‌کند
- لفت فور دد و دنباله آن لفت فور دد ۲، یک تیراندازی اول شخص است.[۴۲][۴۳]
- مجموعه بازی‌های رزیدنت ایول
- آخرین بازمانده از ما - یک بازی ماجراجویی اکشن سوم شخص است که به دلیل قصه گویی پیچیده و ماهیت ادبی خود مشهور است.
- مردگان متحرک (سری بازی ویدئویی) مجموعه بازی‌های ماجراجویی است.[۴۴]
- Urban Dead- یک بازی نقش‌آفرینی برخط چندنفره گسترده مبتنی بر HTML/متن رایگان است.
- جنگ جهانی زد (بازی ویدئویی ۲۰۱۹)، یک بازی ۳ نفره است که توسط Saber Interactive منتشر شده‌است، در ۵ کشور مختلف که طرح‌های متفاوتی دارند و نحوه تلاش ۴ نفر در هر شهر برای نجات جمعیت
- Apocalypse Zombie[۴۵]
- وحشت زامبی[۴۶][۴۷]
- ZombiU - یک بازی ترسناک تیراندازی اول شخص/بقا که در آن بازیکن نقش یک بازمانده را در طول شیوع زامبی که لندن را از بین می‌برد، بر عهده می‌گیرد.
- All Flesh Must Be Eaten، یک بازی نقش‌آفرینی ترس و بقا تولید شده توسط Eden Studios, Inc.[۴۸]
- طلوع زرد، ساخته دیوید جی راجر، ده سال پس از یک بیماری همه‌گیر جهانی مرموز، شهرها با انبوهی از مردگان گرسنه پر می‌شوند.[۴۹]
- Dead Reign، که توسط پالادیوم بوکس منتشر شده‌است، در دنیایی قرار دارد که زامبی‌های انواع مختلف بر سیاره زمین تسلط دارند.[۵۰]

### موسیقی
- طنز زامبی بیتلز.[۵۱]
- آلبوم Apocalyptic Feasting گروه دث متال Brain Drill در سال ۲۰۰۸.
- موزیک ویدئوی متالیکا در سال ۲۰۰۸ برای آهنگ " All Nightmare Long ".[۵۲]
- گروه متال‌کور The Devil Wears Prada در ۲۴ اوت ۲۰۱۰ EP زامبی خود را منتشر کرد.[۵۳]
- Send More Paramedics یک گروه ترش متال تحت تأثیر فیلم‌های ترسناک
- رستاخیز زامبی‌ها غالباً با جزئیات واضح در آهنگ‌های گروه دث متال کنیبال کورپس به تصویر کشیده می‌شود.